# 随它吧
〈随它吧〉（英語："Let It Go"）是迪士尼2013年动画电影《冰雪奇缘》中的一首歌曲，由克里斯汀·安德生-洛佩兹和罗伯特·洛佩兹夫妻两人共同创作词曲。这首歌的片中版本是由为艾莎配音的美国演员和歌手伊迪娜·门泽尔演唱。歌曲后来作为单曲发行，于2014年1月被华特迪士尼唱片派往成人当代电台。安德森-洛佩兹和洛佩兹还创作了由演员和歌手黛米·洛瓦托演唱的该歌曲的流行版本（歌词较短以及和声较轻），该版本在电影片尾字幕开始时播放。由于迪士尼音乐部门认为门泽尔的版本不是传统的流行歌曲，该部门曾计划在门泽尔的版本之前发行洛瓦托的版本，歌曲的流行版本还单独发行了了一支音乐视频。
这首歌在商业上取得了成功，成为自1995年以来第一首来自迪士尼动画音乐的歌曲进入《公告牌》百强单曲榜前十位的歌曲，此前由凡妮莎·威廉姆斯演唱的《风中奇缘》中的〈风之彩〉曾在该排行榜上排名第四。这首歌也是门泽尔第一首进入《公告牌》百强单曲榜前十位的单曲，使她成为第一位进入该榜单前十位的托尼奖表演奖得主。这首歌是2014年美国第九大畅销歌曲，当年销量达到337万首。截至2014年12月，歌曲在美国售出350万首。截至2014年3月12日，它是韩国所有原声带中最畅销的外国歌曲。
这首歌展现了被排斥的女王艾莎，当她被公众发现无法控制的产生冰的能力时，她放弃了自己的王国，来到高山之上，远离惊慌失措的市民，艾莎意识到她不再需要隐藏自己的超能力，因此告诉自己她不再受从小以来就不得不忍受的限制，她很高兴能够自由地使用她的超能力。如果没有这种障碍，她似乎可以更好地控制自己的超能力，为自己创造一个活生生的雪人和一座宏伟的冰城堡。歌曲响起的同时她丢掉了一些东西，最值得注意的是她父母给她限制她超能力的手套，以及从她的头上拿下来扔在肩上的头饰，然后她解开了她的辫子发型。
〈随它吧〉在《公告牌》百强单曲榜上进入了前五位，并于2014年获得奥斯卡最佳原创歌曲奖、于2015年获得格莱美奖最佳影视媒体作品歌曲奖项。这首歌曲获得了国际性的成功，成为全球录制最多的迪士尼歌曲之一，电影的国际发行版中共有41种不同语言的版本。
根据国际唱片业协会的数据，〈随它吧〉在2014年卖出了1,090万首，成为当年第五大畅销歌曲。
2014年5月19日，华特迪士尼唱片公司发行了一张混音迷你专辑。该迷你专辑中收录了由Dave Audé、Papercha$er、DJ Escape & Tony Coluccio和Corbin Hayes混音的四首作品。阿明·范·比伦为混音专辑《Dconstructed》制作了这首歌的另一首混音。

## 製作過程
《随它吧》首先由克里斯汀·安德生-洛佩兹以及罗伯特·洛佩兹為該部電影作曲。該團隊的靈感来源于迪士尼的其他電影，例如《小美人魚》以及《美女與野獸》以及其他的歌手包括愛黛兒，艾美·曼恩，女神卡卡，艾薇兒·拉維尼以及卡洛爾·金。雖然這首歌是寫給該電影中的重要角色艾莎女王，然而一開始該角色是一個反派。導演克里斯·巴克與珍妮佛·李後來將艾莎改寫成正派主角。
《随它吧》的主曲調為降A大調；然而這首歌一開始是F小調，一直到伊迪娜·曼佐開始第二個段（“Don't let them in, don't let them see”）轉成降EMixolydian調。最後經過簡短的轉調，除了橋段部分主旋律發展回原來的降A大調，而橋段則是用降DMixolydian調以及降E Mixolydian調。這首歌的速度為四，每分鐘137拍。歌手Menzel的聲域在F3（低音Fa）到E♭5（高音Mi降半音）。
作詞作曲者安德森-羅培茲以及羅培茲特別為伊迪娜·曼佐寫出這首歌，考量到她是「百老匯劇院」中擁有最壯麗的聲音之一，以及音樂劇當中深具特色」，在作曲的過程中，也考量過她的音域下製作本歌。

## 評論
《随它吧》收到了來自世界各地的電影評論者，音樂評論者和觀眾的熱烈好評。不過有人拿來與Defying Gravity做比較（同樣也是由Menzel演唱）。 羅切斯特市報稱其為最好的原聲帶歌曲，並表示：「伊迪娜·曼佐唱得有聲有色，這首歌擁有讓人長期喜愛的各項元素……曼佐應該展現了如同她在《女巫前傳》當中同樣的力道以及熱情。」 娛樂周刊的Marc Snetiker描述本首歌為「不可思議的解放之頌」（an incredible anthem of liberation） 紐約每日新聞的Joe Dziemianowicz則稱其為「a stirring tribute to girl power and the need to 'let go' of fear and shame」。
由伊迪娜·曼佐演唱的〈Let It Go〉在2014年1月間為南韓最暢銷的外國歌曲，整體為532,958次數位下載。
本歌曲於Hit FM2014年度百首單曲榜位居第3名（黛咪·洛瓦特的版本）。

### 獎項
| 獎                 | 獎           | 獎   | 獎 |
| 獎                 | 項目         | 結果 |    |
| ------------------ | ------------ | ---- | -- |
| 第86屆奧斯卡金像獎 | 最佳原創歌曲 | 獲獎 |    |
| 第71屆金球獎       | 最佳原創歌曲 | 提名 |    |
| 鳳凰城影評人協會   | 最佳原創歌曲 | 獲獎 |    |
| 丹佛影評人協會     | 最佳原創歌曲 | 獲獎 |    |
| 第18屆衛星獎       | 最佳原創歌曲 | 提名 |    |
| 廣播影評人協會     | 最佳原創歌曲 | 獲獎 |    |

## 黛米·洛瓦托版本
为〈随它吧〉发行单曲的决定是在歌曲创作完成并提交给迪士尼之后做出的。克里斯汀·安德生-洛佩兹和罗伯特·洛佩兹选择了迪士尼旗下好莱坞唱片的前迪士尼频道童星黛米·洛瓦托在原声带专辑中翻唱这首歌。这首歌也被收录在《黛米》的豪华版中。

### 背景以及發行
安德森-羅培茲承認選擇黛咪讓他本人也相當掙扎；「她坦承過她有類似於艾莎女王的過去，並且讓黑暗往事過去並且迎向新生的力量」黛咪明確地指出自己就像是這首歌情境中，表示：「這太類似了。艾莎女王尋找自己的定位；她成熟地接受她自己，並最後接受她擁有神奇的力量。而不是隱藏起來。就像她終於面對人生，放手一搏，並且擁抱這份力量。」
黛咪的翻唱版本於2013年10月21日，以單曲形式，由華特迪士尼唱片發行。

### 音樂錄影帶
2013年11月1日發行本首歌的音樂錄影帶，由Declan Whitebloom導演。

### 榜单
| 榜单（2013年-2015年）                                        | 最高 排位 |
| ------------------------------------------------------------ | --------- |
| 澳大利亚（澳大利亚唱片业协会單曲榜）                         | 25        |
| 奥地利（Ö3四十强单曲榜）                                     | 31        |
| 比利时佛兰德（Ultratop五十强单曲榜）                         | 15        |
| 比利时瓦隆（Ultratip榜外單曲榜）                             | 21        |
| 加拿大（Canadian Hot 100）                                   | 31        |
| 独联体（Tophit独联体电台榜）                                 | 250       |
| 丹麥（Hitlisten单曲榜）                                      | 26        |
| 法国（法國唱片出版業公會單曲榜）                             | 131       |
| 德国（德國官方單曲榜）                                       | 65        |
| 愛爾蘭（愛爾蘭唱片音樂協會单曲榜）                           | 34        |
| 意大利（意大利音乐产业联盟单曲榜）                           | 15        |
| 日本（Japan Hot 100）                                        | 51        |
| 荷兰（百强单曲榜）                                           | 70        |
| 新西兰（新西兰唱片音乐协会单曲榜）                           | 13        |
| Philippines (PARI)                                           | 1         |
| 蘇格蘭（官方榜单公司單曲榜）                                 | 32        |
| 韩国（Gaon单曲榜）                                           | 50        |
| 西班牙（西班牙音樂製作協會） "Libre soy" by Martina Stoessel | 29        |
| 瑞典（瑞典最熱榜）                                           | 25        |
| 瑞士（瑞士热门音乐榜）                                       | 60        |
| 英國（官方榜单公司單曲榜）                                   | 42        |
| 美国（《告示牌》百大單曲榜）                                 | 38        |

| 榜单（2014年）                     | 排位 |
| ---------------------------------- | ---- |
| 比利时（Ultratop佛兰德）           | 39   |
| 新西兰（新西兰唱片音乐协会单曲榜） | 27   |

## 二次創作
此外，除了迪士尼官方推出的林芯儀、胡维纳和姚贝娜版本外，这首歌在華語圈已有閩南語（臺語）、武汉话、重庆话、成都话、大连话、沈阳话、上海话、桂林话、文言文等超过30种非官方的方言版本，加上上述的40种，这首歌总共有70多种版本。在索契冬奥会报道中，央视等多家电视台更多次将这首歌作为背景音乐使用。
在日本，有一些網民為歌曲重新填上有趣的日語歌詞並上載至流行影片分享網站NICONICO動畫，當中的例子有〈讓尼特族去～繼續如同垃圾般～〉（Let Neet Go ～ごみのままで～）、〈一生、FAT、喲 ～保持胖子的模樣～〉（一生・FAT・よー 〜デブのままで〜）、〈Let It Go ～繼續是一名御宅族～〉（Let It Go ～オタのままで～），更有人將歌詞編成一個醜男被歧視的經歷甚至模仿唐老鴨的聲線歌唱。

## 外部連結
- . Walt Disney Animation Studios. （原始内容存档于2014-04-04）.
- . Walt Disney Animation Studios. （原始内容存档于2014-04-07）.
- . Walt Disney Animation Studios. （原始内容存档于2014-04-07）.
- . DisneyMusicVEVO.
- . DisneyStudios.